# Zemun (općina)
Općina Zemun (srpski: Општина Земун) je općina u sastavu grada Beograda u Srbiji.

## Stanovništvo
Prema popisu stanovništva iz 2002. godine općina je imala 152.950 stanovnika, većinsko stanovništvo su Srbi, a manjina Romi, Jugoslaveni, Hrvati i Crnogorci.

## Administrativna podjela
Općina Zemun ima površinu od 438 kvadratnih kilometara te je podjeljena na četiri naselja.
- Busije

| - Grmovac | - Ugrinovci | - Zemun |  |

## Vanjske poveznice
- Informacije o općini